# Archéparchie de Beyrouth des Maronites
L'archéparchie de Beyrouth des Maronites (en latin : Archieparchia Berytensis Maronitarum) est une éparchie de l'Église maronite instituée en 1577. En 2009 elle comptait  237 536 baptisés. Son archévêque est Mgr Paul Abdel Sater.

## Territoire
L'archéparchie couvre le territoire du gouvernorat de Beyrouth et le centre du  gouvernorat du Mont-Liban. Son siège est situé à Beyrouth, où se trouve la cathédrale Saint Georges. Elle est subdivisée en 127 paroisses.

## Histoire
La présence d'une communauté maronite à Beyrouth remonte aux Croisades, comme en témoigne Guillaume de Tyr, et la communauté recule à la suite du départ des Croisés. Le premier éparque connu est Youssef, mentionné en 1577 dans les Annales du Patriarche Stéphane Boutros El Douaihy. Toutefois les sources historiques anciennes sur les évêques Maronites de Beyrouth sont trop lacunaires pour affirmer avec certitude que Youssef fut le premier évêque du lieu.
Un siècle passe avant qu'apparaisse le nom d'un autre évêque, Youssef de Damas (as-Sami, 1691). À compter de ce moment la lignée épiscopale est régulière et sans interruption jusqu'à aujourd'hui. Parmi ces évêques successives, on peut souligner le rôle d'Abdallah Qara'ali, fondateur de l'Ordre libanais maronite. Juriste de renom, il joua un rôle clef dans le synode maronite du Mont-Liban de 1736, au cours duquel furent fixés canoniquement les sièges épiscopaux maronites, dont celui de Beyrouth.
Jusqu'à l'épiscopat de Pierre Abu Karam, la résidence des évêques n'était pas la ville, mais le monastère saint Jean. L'installation permanente des évêques dans la ville de Beyrouth permit le développement de la communauté maronite, qui passa en 20 ans (1850-1870) de 3 000 à 15 000 fidèles.
Mgr Toubia Aoun rencontra des difficultés à prendre possession de son siège, face à l'opposition d'une partie de la population maronite qui soutenait un autre candidat, Nicolas Mourad. Ce dernier renonça finalement à son projet et Mgr Aoun prit possession de la cathédrale le 10 juin 1847. On lui doit la construction du palais archiépiscopal, qui fut achevé par son successeur Youssouf Dibs. Ce dernier reconstruisit la cathédrale Saint Georges en lui donnant sa forme actuelle et ouvrit un petit séminaire.
Mgr Pierre Chelby, formé en France où il passa une grande partie de sa jeunesse, fut exilé pendant la première guerre mondiale à Adana où il trouva la mort.
L'archéparchie de Beyrouth est l'une des plus peuplées de l'Église maronite.

## Liste des évêques
- Youssef † (1577 - ?)
- As-Sami Youssef † (27 janvier 1691 - 1698 démission)
- Georges Khairallah Istifan † (la 1698e - 1716 démission)
- Abdallah Qara'ali (Aqraoli), OLM † (17 septembre 1716 - 6 janvier 1742 décédé)
- Youhanna Estephan (Istifan) † (1743 - 1754 retraite)
- Youssef Estephan † (août 1754 - 6 avril 1767 )
- Athanase Aelcheniei † (en 1768 - 1778 décédé)
- Michael Fadel † (1779 [1] - 20 septembre 1793 élu patriarche d'Antioche)
- Jérémie Najim † (11 novembre 1779 - 8 juin 1802 décédé)
- Michael Fadel II † (27 juin 1796 a confirmé [2] - 2 juin 1819 décédé)
- Pierre Karam Abu † (28 novembre 1819 - 15 janvier 1844 décédé)
- Toubia Aoun † (31 décembre 1844 - 4 avril 1871 décédé) [3]
- Yusuf Dibs † (11 février 1872 - 7 octobre 1907 décédé)
- Pierre Chebly (Sebly) † (11 février 1908 - 30 mai 1917 décédé)
- Ignace Mobarak † (23 février 1919 - 1951 retraite)
- Ignace Ziadé † (26 janvier 1952 - 4 avril 1986 retraite)
- Khalil Abi-Nader † (4 avril 1986 - 8 juin 1996 retraite)
- Paul Youssef Matar (8 juin 1996 - 15 juin 2019)
- Paul Abdel Sater (depuis le 15 juin 2019)